# East Studdal
East Studdal är en ort i grevskapet Kent i sydöstra England. Orten ligger i distriktet Dover och civil parishen Sutton, cirka 8 kilometer norr om Dover. Tätorten (built-up area) hade 258 invånare vid folkräkningen år 2021.